# Ok.danke.tschüss
ok.danke.tschüss ist eine deutsche Indie-Band aus Mannheim.

## Name
Über die Herkunft des Namens der Band sind verschiedene Geschichten verbreitet. So soll dieser von dem ehemaligen Gitarristen Tim geprägt worden sein, der beim Üben häufig ‚ok, danke‘ oder ‚ok, danke tschüss‘ sagte, wenn er sich verspielt hatte. In einer anderen Version soll der Name, nach eigenen Angaben der Band, beim gemeinsamen Schwimmen in der blauen Adria entstanden sein. Dort stellte die Band fest, dass aus ihren Muttermalen mit etwas Fantasie okdanketschüss zu lesen sei, wenn man sie zusammenhält.

## Geschichte
Die Band gründete sich 2018 und tritt seitdem auf Konzerten und auf Festivals in ganz Deutschland auf, unter anderem bei Southside, Deichbrand, Highfield oder Open Flair.
Die Bandmitglieder lernten sich an der Popakademie Baden-Württemberg während des Studiums bei der Bandbörse kennen.
ok.danke.tschüss erhielt 2019 und 2023 in der 47. und 63. Förderrunde Förderung durch die Initiative Musik in Produktion und Marketing.
2020 erschien ihr Debütalbum Kaputt weil’s nicht funktioniert, welches im Tonstudio Kleine Audiowelt in Sandhausen aufgenommen wurde. Im selben Jahr erkrankte Sängerin Eva Sauter an einer seltenen Form von Leukämie. Seit 2021 gilt die Sängerin und Songwriterin als geheilt. Während ihrer Zeit im Krankenhaus und der Chemotherapie entstand der Song Leukämie du Bitch, der 2022 als Single veröffentlicht wurde.
Durch Juryauswahl und User-Voting gewann ok.danke.tschüss 2021 beim Bandwettbewerb „Deine Band“, einem Kooperationsprojekt vom Goethe-Institut und der Deutschen Welle (DW). Die Band spielte 2022 und 2023 im Rahmen des Projekts insgesamt 40 Konzerte in 19 Ländern in Europa und Südamerika.
Mit den Songs Joel, Zu laut in der Disko, Vincent van Gogh und Soldat gelang es der Band, die Spitze der Spotify Viral Charts zu erreichen.
Im Jahr 2023 wurde Alligatoah auf die Band aufmerksam und engagierte ok.danke.tschüss als Support Act auf seiner Arena-Tour. Seit 2024 ist die Band auch bei Alligatoahs Musikverlag oah! Publishing unter Vertrag.
Am 10. Oktober 2025 soll ihr neuestes Album Knutschen & Boxen erscheinen. Im November soll dann die dazugehörige Tour durch Deutschland und Österreich beginnen.

## Diskografie

### Alben
- 2020: Kaputt weil’s nicht funktioniert
- 2023: Diesdas

### Singles
- 2019: Vincent van Gogh
- 2019: Rosie
- 2019: Katertag
- 2020: Verrückt
- 2020: Zuckerbaby
- 2020: Gollum auf Ecstasy
- 2020: Liebe?
- 2020: Ärger
- 2020: Böses Mädchen
- 2020: Gold
- 2020: Dasselbe und das Gleiche
- 2022: Muschigeburt
- 2022: Verrückt 2.0
- 2022: Leukämie du Bitch
- 2023: Soldat
- 2023: Was ist mit uns
- 2023: Liebe auf Eis (mit Il Civetto)
- 2023: Teesorten
- 2023: Joel
- 2024: Pfeffer
- 2024: Das neue Normal
- 2025: Was passiert
- 2025: Therapie
- 2025: Milano
- 2025: Rasendes Herz